# 転換性障害
転換性障害（てんかんせいしょうがい、Conversion Disorder）は、神経学的検査によって説明のできない神経症状を示し、典型的にはストレスの多い出来事の後に、発作、麻痺、歩行障害、会話困難などを示す。DSM-5では変換症も併記され、括弧して機能性神経症状症（Functional Neurological Symptom Disorder）と記されている。あるいは歴史的にヒステリー、転換型ヒステリーと呼ばれた。

## 症状
Conversion Disorderの用語はジークムント・フロイトが造語したもので、無意識の葛藤が症状として反映されていると仮定したものであり、抑圧された考えが症状に転換されるということである。つまり、例えば暴力的な考えを許すことのできない人が、誰かに怒りを感じた後に、殴ることについての自分の考えを認められずに、代わりに腕が麻痺するという症状を感じることになる。葛藤やストレスに関連して、禁止された欲望と良心との矛盾の結果生じる。身体的な原因はない。また例えば、戦争によって起こった転換性障害では、戦闘音がきっかけとなる例もある。
随意運動や感覚機能の変容がある。
ICD-10は以下の症状のタイプを挙げている。
- 麻痺
- 振戦、ジストニアなど異常な運動
- 嚥下（飲み込む時）の症状（咽喉にかたまりがある感じ[6]）
- 発声の症状（失声、不正確な発声）
- 発作
- 感覚消失（麻酔のような）
- 特別な感覚症状（視覚、嗅覚、聴力障害）

またはこれらの混合。
一貫性がなく、麻痺した手足は洋服を着るなどといった時にふと動くこともあり、筋電図は正常。発作でも脳波でははっきりしない。心因性非てんかん性発作は、てんかんや失神に似ている。

## 診断
発症時に解離性健忘など解離性障害に関連することも多い。調査では約半分が解離性障害の症状を示したことがある。転換性障害は、西洋文化圏ではきわめてまれとなった。
身体症状症では、痛みや疲労など病態生理学的にはっきり区別できないものがあるが、転換性障害ではその区別は必要である。身体症状症に特徴的な過剰な思考や感情は転換性障害にはない。転換性障害は、身体症状症の追加診断となりうる。転換性障害の幻覚では、精神病性障害と異なり、現実検討は保たれている（幻覚だと分かっている）。
心理学的な説明を受け入れない傾向があるので、注意深く、間違っているという印象を与えないように、時には受け入れられるような例えば血圧などと説明され、同時に身体に損傷はないため回復可能だと説明される。
脳腫瘍など真の神経疾患は命にかかわることがある。重症筋無力症、多発性硬化症、周期性四肢麻痺、脊髄損傷、脳卒中などの身体疾患は鑑別される。ギラン・バレー症候群も鑑別が必要となる。
自己免疫性脳炎では、心因性非てんかん性発作、麻痺、のような偽神経症状とされるような症状を多彩に生じ、とりわけ大きな心因がなく、症状も1つ2つなど少ないものではなく、複合的に神経症状がある場合に疑える。
かつては誤診は30%もあったが、診断方法の改善あるいは脳のモニタリング技術の向上によって、2005年に誤診率は依然として高いが4%となっている。

## 治療
あまり注目されていない分野なので治療法に関する研究も乏しく、かつては催眠の簡単な代替法として、麻薬誘発性催眠が開発され薬物の影響下で面接を行い、感情的なカタルシスの経験を促したが、この治療法は回復に関連している。
心理療法は、感情的な理由を明らかにすることを目的とする。理学療法も有効で、また活動していない筋肉に二次障害が生じるのを予防する。